# Tonight She Comes
«Tonight She Comes» (en español - "Ella viene esta noche") es una canción de la banda de rock estadounidense The Cars, de su álbum recopilatorio Greatest Hits de 1985. La canción fue lanzada como sencillo en octubre de 1985, logrando la posición No. 7 en la lista Billboard Hot 100 en enero de 1986.

## Créditos
- Benjamin Orr – bajo, voz
- Ric Ocasek – guitarra, voz
- Elliot Easton – guitarra
- Greg Hawkes – teclados
- David Robinson – batería

## Listas
| Lista (1985)                   | Posición |
| ------------------------------ | -------- |
| Australia                      | 16       |
| Canadá                         | 36       |
| Nueva Zelanda                  | 20       |
| Reino Unido                    | 79       |
| Estados Unidos Hot 100         | 7        |
| Estados Unidos Mainstream Rock | 1        |

## Cultura popular
- El tema musical, fue escogido por Noemí Gómez, como cortina de apertura de "A la Hora del Té", hasta su último programa, en el año 2000, en el SNT Cerro Corá.

- Este tema también se utilizó como música de fondo para algunos episodios de la serie de comedia colombiana Tentaciones (Serie de Televisión)